# Syntetmaterial

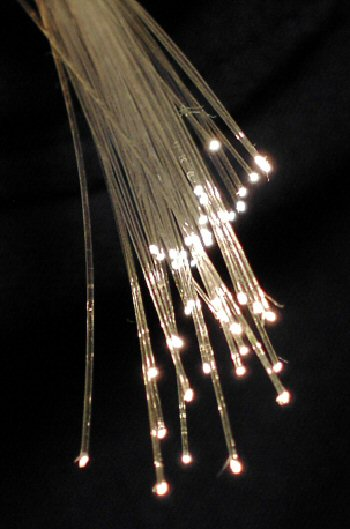
Glasfiber är ett syntetmaterial med många användningsområden, och förekommer i till exempel bilkarosser, skidstavar, som armering av plast, eller som här i optiska fibrer, avsedda för kablage

Syntetiska material är material producerade på konstgjord väg via kemiska reaktioner, till skillnad från naturmaterial som kan utvinnas ur naturen utan att det sker någon kemisk reaktion. Kemiskt sett kan de vara såväl organiska som oorganiska. Framställning av syntetiska material har skett mycket länge, exempelvis tillverkade man redan under antiken de oorganiska pigmenten blyvitt och blymönja.
Under 1700-talet utvecklades kemin som vetenskap och man upptäckte mer eller mindre av en slump nya föreningar och grundämnen, som blev utgångspunkten för ditintills osedda produkter, som till exempel pigmenten kromgult och koboltblått. Med petroleumindustrins framväxt från mitten av 1800-talet kom möjligheten att syntetiskt tillverka produkter med samma eller liknande verksamma ingredienser som de man tidigare hämtat från naturen. Anilinfärgämnen, där det första var mauvein, alltså malvafärg, konkurrerade snart ut sina naturliga motsvarigheter och erbjöd en tidigare sällan skådad färgprakt. Under 1900-talet har utvecklingen av syntetmaterial fortsatt, ofta som en direkt eller indirekt följd av de stora krigen. Första världskrigets linoljebrist drev fram tillverkningen av polyvinylacetat som bindemedel i färg, och under andra världskriget utvecklade USA:s militärindustri en stor kapacitet för tillverkning av syntetiskt gummi, som efter krigsslutet gavs en rad andra användningsområden.
Inom textilindustrin har det successivt utvecklats en mängd olika syntetiska fibrer, där många hämtar sin råvara från petroleumindustrin. Petroleum utgör också den viktigaste råvaran till den stora grupp organiska material som går under samlingsnamnet plast och som fick sitt genombrott vid mitten på 1900-talet.